# Mesothea marinaria
Mesothea marinaria är en fjärilsart som beskrevs av John Kern Strecker 1899. Mesothea marinaria ingår i släktet Mesothea och familjen mätare. Inga underarter finns listade i Catalogue of Life.